# Evas tre ansikten
Evas tre ansikten (eng: The Three Faces of Eve) är en amerikansk mysteriefilm i CinemaScope från 1957 i regi av Nunnally Johnson. Filmen baseras på boken The Three Faces of Eve, a Case of Multiple Personality från 1957 skriven av psykiatrikerna Corbett H. Thigpen och Hervey M. Cleckley, som också bidrog till filmens manus. Boken var baserad på deras arbete med fallet Chris Costner Sizemore, även känd som Eve White, en kvinna de ansåg led av dissociativ identitetsstörning (multipel personlighetsstörning). Sizemores identitet doldes i intervjuer och i filmen och avslöjades inte för allmänheten förrän 1975.
Joanne Woodward vann en Oscar för bästa kvinnliga huvudroll, vilket gjorde henne till den första skådespelerskan att vinna en Oscar för att ha gestaltat tre olika personligheter (Eve White, Eve Black och Jane).

## Rollista
- Joanne Woodward - Eve White / Eve Black / Jane
  - Mimi Gibson - Eve, 8 år
- David Wayne - Ralph White
- Lee J. Cobb - Doktor Curtis Luther
- Edwin Jerome - Doktor Francis Day
- Alena Murray - sekreterare
- Nancy Kulp - Mrs. Black
- Douglas Spencer - Mr. Black
- Terry Ann Ross - Bonnie White
- Ken Scott - Earl
- Alistair Cooke - berättare